# Heinrich Marschner
Heinrich August Marschner (Zittau, 16 agosto 1795 – Hannover, 16 dicembre 1861) è stato un compositore tedesco del periodo romantico.

## Biografia
Annoverato fra i maggiori compositori europei della sua epoca, stimato da Carl Maria von Weber, che lo appoggiò nel 1820 per la messa in scena del suo Heinrich IV. und D'Aubigné, fu in contatto con i maggiori musicisti del tempo, da Ludwig van Beethoven a Felix Mendelssohn.
Dopo gli studi a Lipsia con Johann Gottlieb Schicht e a Praga con Václav Jan Křtitel Tomášek, e dopo essersi ben introdotto nel mondo musicale viennese, fu nominato maestro di cappella a Bratislava e nel 1824 venne chiamato come secondo direttore (il primo era Weber) dal Teatro dell'Opera di Dresda. Fu incaricato anche a Lipsia e quindi, nel 1830, ad Hannover, per dirigere la cappella di corte.
Contribuì allo sviluppo del teatro musicale primo-romantico tedesco e tra le sue opere maggiori si annoverano Der Vampyr (1828), Der Templer und die Jüdin (1829) e Hans Heiling (1833), la più importante, con qualche analogia che l'avvicina nell'ispirazione a L'Olandese Volante di Richard Wagner.
Caratteristiche della sua arte sono la ricerca, nel melodramma, di soggetti soprannaturali affini al senso romantico dell'orrore dilettevole, e argomenti popolari, frequentemente affidati a un germinale uso di leitmotiven e rivestiti di una ritmica incalzante e di una ricca tavolozza strumentale.
Compositore preminentemente teatrale, non mancano però nella sua produzione numerosi Lieder e due Quartetti e sette Trii per pianoforte e archi apprezzati da Robert Schumann, che utilizzò un tema di Merschner per l'ultimo dei suoi Studi Sinfonici op. 13.

## Opere

### Melodrammi
- Titus (1817)
- Der Kiffhäuser Berg (1817)
- Saidar und Zulima (1818)
- Heinrich IV und d'Aubigné (1819)
- Der Holzdieb (1825)
- Lucretia (1827), op. 67
- Der Vampyr (1828)
- Der Templer und die Jüdin (1829) op. 60, tratto dall'Ivanhoe di Walter Scott
- Des Falkners Braut (1830), op.65
- Hans Heiling (1833)
- Das Schloß am Ätna (1836)
- Der Bäbu (1838), op. 98
- Das stille Volk
- Ali Baba
- Die Wiener in Berlin
- Fridthjof's Saga
- Kaiser Adolf von Nassau (1844), op. 130
- Austin (1852)
- Der Sängeskönig Hiarne, oder Das Tyrfingschwert (1861) (rappresentata postuma nel 1863)

### Schauspielmusik
- Prinz Friedrich von Homburg (1821), op. 56
- Schön Ella (1822)
- Der Goldschmied von Ulm (1856)
- Die Hermannsschlacht

### Musica da camera
- Trio per pianoforte e archi n. 1 in la minore, op.29
- Trio per pianoforte e archi n. 2 in sol minore, op.111
- Trio per pianoforte e archi n. 3 in fa minore, op.121
- Trio per pianoforte e archi n. 4 in re maggiore, op.135
- Trio per pianoforte e archi n. 5 in re minore, op.138
- Trio per pianoforte e archi n. 6 in do minore, op.148
- Trio per pianoforte e archi n. 7 in fa maggiore, op.167
- Quartetto per pianoforte e archi n. 1 in si bemolle maggiore, op.36
- Quartetto per pianoforte e archi n. 2 in sol maggiore, op.158

### Musica solistica
- Douze bagatelles pour la Guitare, op. 4